# Fiat Panda Elettra
La Fiat Panda Elettra est une version de la gamme Fiat Panda de la 1re génération, présentée après la sortie de la seconde série de 1986. Elle a été commercialisée à l'occasion du Salon de l'Automobile de Genève en mars 1990 et restera au catalogue du constructeur italien jusqu'en 1998 après quelques milliers d'exemplaires vendus, essentiellement à des administrations.

## La Fiat Panda
La Fiat Panda est une automobile de la catégorie des mini citadines, du constructeur italien Fiat, lancée en 1980 et qui sera fabriquée pendant 23 ans, jusqu'en 2003. Elle connaîtra une carrière particulièrement longue et sera déclinée en 3 séries distinctes sous une carrosserie restée sans grands changements. 
Dans la vaste gamme du groupe italien, au niveau encombrement et habitabilité, la Panda se situe entre les micro voitures Fiat 126 - Cinquecento et les citadines Fiat 127 - Uno - Punto.
Sa grande notoriété est due à sa robustesse, sa longévité (23 ans de production), son faible prix d'achat ainsi qu'au très faible coût d'entretien. La version quatre roues motrices est très prisée en montagne et notamment par EDF/GDF en France.

## La Fiat Panda Elettra
Alors que la version essence de la Panda avait déjà connu sa seconde série, lancée en 1986, le constructeur italien présente, au mois de février 1990, la première automobile électrique fabriquée en série, la Panda Elettra. Elle hérite des connaissances et mises au point opérées sur la Lancia Y10 dont un exemplaire d'une petite série équipée pour les courses avait remporté la 2ème édition du Grand Prix "4E" 1989 organisé par la revue italienne "Quattroruote".
Dans sa toute première édition, la Fiat Panda Elettre est équipée d'un moteur électrique de 9,2 kW. 
Cette voiture est le fruit de la transformation du modèle de base essence en électrique avec les adaptations nécessaires. Uniquement disponible en 2 places, les 12 batteries au plomb assurant une capacité de 172 Ah et le chargeur sont placés à plat dans le coffre, ce qui en limite un peu le volume utile. La recharge s'opère en seulement 8 heures et s'opère à partir d'une simple prise électrique de 220 volts 16 A. Son autonomie dépasse les 100 km à la vitesse de 70 km/h.

Lors de son lancement, en 1990, la Fiat Panda Elettra était vendue au prix de 25.600.000 £ires, soit quasiment le triple de la version essence de base Panda 750 Young. À l'époque, aucune subvention d'Etat n'a été envisagée pour aider les potentiels acquéreurs dans leur achat. C'était, il faut le dire, un type d'automobile que beaucoup d'autres constructeurs auraient aimé réaliser, mais comme prototype pour montrer leur avance technologique, alors que la Panda Elettra fut la première à être conçue pour être fabriquée en petite série. Il y a aussi eu des conversions de Larel .
La voiture avait la particularité d'avoir conservé un petit réservoir d'essence. En effet, vu les limites des batteries au plomb, Fiat a conçu un petit réchauffeur thermique afin d'assurer le chauffage de l'habitacle et de désembuer le parebrise sans recourir aux batteries de traction.

### Caractéristiques techniques
- moteur électrique d'une puissance nominale de 9,2 kW (13,7 kW maxi), courant continu 72 V,
- vitesse maxi : 70 km/h,
- autonomie : 100 km,
- 12 modules de batteries de 6 V au plomb de traction, capacité totale : 172 Ah en 5 h, remplacement après 35.000 km conseillé,
- traction avant, comme la Panda essence de référence.

## La Fiat Panda Elettra 2
Présentée en même temps que la Fiat Cinquecento Elettra, la seconde version, disponible à partir du mois de mai 1992, a été simplement baptisée "Panda Elettra 2" car elle ne se différencie pas de la 1re série. En effet, seule la technique évolue ; la carrosserie reste inchangée. Elle est désormais équipée d'un nouveau moteur électrique de 17,7 kW avec des batteries au nickel-cadmium, permettant de doubler l'autonomie de la voiture et une durée de vie de plus de 2 000 cycles de charge. Les différences principales avec la version précédente sont :
- nouveau chargeur intégré plus compact et léger, placé dans le compartiment moteur,
- freins avec récupérateur d'énergie plus performant,
- pneumatiques de nouvelle génération à basse résistance au roulement,
- ordinateur de bord MTC MCC 4000, intégré au tableau de bord.

### Diffusion et utilisation
La Fiat Panda Elettra était conçue pour un usage essentiellement urbain. Elle trouva un soutien avec le projet "Elettra Park", sponsorisé par la ville de Turin en 1996. 
La voiture a surpris nombre de journalistes spécialisés lors des tests essais organisés par le constructeur et notamment ceux de la revue Quattroruote par son silence de fonctionnement : "douce à conduire et extrêmement silencieuse : de très loin la voiture électrique la plus silencieuse que nous ayons essayé, dans laquelle il faut regarder le paysage pour se rendre compte que l'on avance".